# Kotli
Kotli (in urdu کوٹلی) è una città del Pakistan, situata nella provincia dell'Azad Kashmir.